# 波多野秋子
波多野 秋子（はたの あきこ、1894年10月 - 1923年6月9日）は、中央公論社の『婦人公論』記者、有島武郎の愛人で心中相手。

## 経歴
出自は不明ながら、当時の新聞報道によれば、実業家の林謙吉郞が新橋の芸者に生ませた庶子であるとされる。父親が用意した麻布の別宅に実母と暮らし、月の7日間と夏冬の休暇を父親宅で過ごす生活の中で育つ。実践女学校に入学後、その美貌から父親は秋子を園遊会などさまざまな会に同伴者として連れ回した。大正元年（1912年）実践女学校を卒業。卒論にルターの宗教改革を選び、その参考書を探しに友人の紹介で、米国帰りの英語塾経営者であった波多野春房（烏峰）の家を訪ね、知り合う。
波多野は前妻の安子を離縁して18歳の秋子と同棲し、秋子の母が亡くなった翌1913年に結婚。秋子は春房の学費提供により女子学院英文科に入学、1914年に卒業し、青山学院英文科に入学。1917年、『国民新聞』が募集した「戦後教育論」の２等に当選し、顔写真とともに論文「女子を国家的に自覚せしむる教育」が掲載される。翌1918年に卒業後、高島米峰の推薦で『婦人公論』の編集者となり、美人記者として文壇に知れ渡る。芥川龍之介や永井荷風はじめ、多くの作家が秋子に会いたがった。1920年には父を亡くし、この頃石川六郎宛の手紙で、亡き両親への思慕、脳病への恐れ、容貌の衰えなど不安の数々を書き綴っていた。
16歳上の有島武郎とは劇場で席を前後したことをきっかけに次第に恋愛関係となり、これを知った春房が武郎を呼び出し金銭を要求。また訴訟を起こすとも告げたため、大正12年6月有島と二人で失踪、軽井沢の別荘で心中した。7月7日に遺体が発見され、当時の新聞紙上でセンセーションを巻き起こした。秋子は胸を病んでおり、夫の春房のほか、友人の石本静枝にも遺書を残した。遺骨は春房が引き取り、赤坂の覚永寺（現在は横浜市に移転）に波多野家の墓を造り、死亡日でなく、家出した日を命日として埋葬された。

## 家族
父とされる林謙吉郞（1865－1920）は丹波国氷上郡鴨庄村で長井策太郎として生まれ、上京後、父の知り合いだった田辺輝実の支援により学業を続け、近衛師団に入隊。田辺の紹介で皮革商と貿易商で隆盛していた林家の養子となり、林謙吉郎を襲名、久次米銀行支配人となる。養父が没したため養家の家業に専念し、1898年に再来日したエドウィン・ダンの信頼を得てダンの事業の総代理店を務める。1900年に京浜銀行取締役となり、京阪電気鉄道や千代田瓦斯の設立に関わり、日本活動写真・東京瓦斯などの取締役も務めた。正妻は足立孫六の四女たま（1875年生）。長女・眞砂（1896年生）の夫は東京地方裁判所判事の津島憲一（津島壽一の兄）。
庶子である秋子は林の第一子に生まれたが、実母・青山たま（源氏名・新吉、1912年没）の養子となる。林は星亨の取り巻きの一人で、秋子亡きあと、夫・春房に再婚を斡旋した横田千之助もその仲間。
夫の波多野春房（1885年生）は、福岡県（山形県とも）の神職・波多野春麿の長男として生まれ、明治義会中学校修業、米国に留学し、太陽通信社社長を経て、1920年より大日本総合火災保険協会、大日本火災保険協会、日本海上保険協会の書記長を務め、銀座で画廊「三段社」も経営していた。波多野烏峯の名で多くの著書をものしたほか、雑誌『日本魂』の記者をしていた。春房の頼みで秋子を婦人公論に紹介した高島米峰によると、春房は6尺の大男で非常に美男だったという。春房の前妻の安子（1880年生）は男爵・日置健太郎の娘で、春房の英語の生徒として知り合い1908年に結婚したが、秋子が現われたことで実家に帰されたのち1913年に離婚した。1911年には、インド人の汎イスラーム主義者のバラカトゥッラー（en:Abdul Hafiz Mohamed Barakatullah）立ち合いのもと、春房と安子が安子の父・健太郎とともにイスラム教への改宗式を行なったとイスラム系英字紙で報じられた。春房は秋子が没した49日後に新橋芸者の大隈れい子と再婚した。晩年まで内縁の妻だった波多野静枝によると、「自分の妻は秋子ひとり」と言って亡くなるまで弔っていたという。

## 演じた俳優
映画「華の乱」（1988年公開、深作欣二監督）は、吉永小百合（与謝野晶子役）、松田優作（有島武郎役）主演で、与謝野晶子の生涯を描いた作品。作中、有島と愛人関係だった秋子は夫である春房によく扱われなかったことを苦に、有島武郎と自殺を遂げている。波多野秋子役は池上季実子。夫である波多野春房役は成田三樹夫。